# Albrecht II. Saský
Albrecht II. Saský (1250? – 25. srpna 1298) byl saský vévoda a jeden ze světských kurfiřtů.

## Život
Albrecht byl mladším synem Albrechta I. a jeho třetí manželky Heleny, dcery Oty Brunšvického.
24. října 1273 byl za podporu volby Rudolfa Habsburského novopečeným římským králem odměněn – uzavřel sňatek s jeho dcerou Anežkou. Svého tchána podporoval až do jeho smrti roku 1291, v pozici mluvčího se za Rudolfa Habsburského zúčastnil smlouvání s Přemyslem Otakarem II., roku 1280 se podílel na tažení do Čech, což mu vyneslo dočasné svěření správy Moravy společně s titulem tutor Moraviae. Na Moravě skutečně Albrecht pobýval a to i s manželkou. Dostal se zde do sporu s Milotou z Dědic a Gerhardem z Obřan, který vedl k jejich zatčení králem Rudolfem. Po návratu mladého krále Václava II. z braniborské internace se zúčastnil tzv. chebské svatby.
Na podzim 1291 vstoupil do jednání s Václavem II. a přislíbil mu za úplatu podpořit jím zvoleného kandidáta na tchánovou smrtí uvolněný post římského krále. Na trůn se tak díky Václavovi a jeho společníkům dostal Adolf Nasavský. V únoru 1298 se Albrecht společně s Václavem II. a dalšími kurfiřty pohyboval na dvoře svého švagra Albrechta Habsburského, nového pretendenta římského trůnu. Dočkal se Albrechtovy volby i vítězství v bitvě u Göllhaimu a v srpnu 1298 zemřel. Byl pohřben ve františkánském klášteře ve Wittenbergu, který byl časem zrušen a během vykopávek v roce 1883 byly nalezené kosterní pozůstatky příslušníků askánské dynastie přesunuty do místního zámeckého kostela.